# Томмазо Дзафферані
Томмазо Дзафферані (італ. Tommaso Zafferani; нар. 19 лютого 1996) — санмаринський футболіст, півзахисник клубу «Ла Фіоріта» та національної збірної Сан-Марино.

## Клубна кар'єра
У дорослому футболі дебютував 2015 року виступами за команду клубу «Ла Фіоріта», кольори якої захищає й донині.

## Виступи за збірну
Виступав за юнацькі збірні Сан-Марино U-17 та U-19.
З 2014 по 2018 роки, залучався до лав молодіжної збірної.
2016 року дебютував в офіційних матчах у складі національної збірної Сан-Марино.

## Досягнення
- Чемпіонат Сан-Марино: 2016/17, 2017/18, 2021/22
- Володар Кубка Сан-Марино: 2015/16, 2017/18, 2020/21, 2023/24
- Володар Суперкубка Сан-Марино: 2021